# 21914 Melakabinoff
21914 Melakabinoff è un asteroide della fascia principale. Scoperto nel 1999, presenta un'orbita caratterizzata da un semiasse maggiore pari a 2,3016524 UA e da un'eccentricità di 0,1886564, inclinata di 5,52005° rispetto all'eclittica.